# Памятник Ивану Фёдорову (Львов)
Памятник Ивану Фёдорову (укр. Пам’ятник Іванові Федорову) во Львове расположен на улице Подвальной, у дома № 13. Монумент в честь первопечатника Ивана Фёдорова во Львове был установлен 26 ноября 1977 года в ознаменование «400-летия книгопечатания на украинских землях». Площадь вокруг этого памятника представляет собой крупнейший букинистический рынок Львова.

## Расположение
Памятник Ивану Фёдорову расположен неподалеку от места, где в XVI веке работала типография Львовского ставропигиального братства. Монумент находится на площадке, образовавшейся после благоустройства сквера у башни Корнякта, между входами в Успенскую церковь и Государственный архив Львовской области, а также улицами Подвальной и Русской. Памятник был установлен на фоне одного из самых известных сакральных зданий Львова — бывшего Доминиканского собора, где в советский период размещался Музей истории религии и атеизма (нынешний Музей истории религии).
Иван Фёдоров в одной руке держит книгу, а другой рукой сеет зёрна знаний на львовскую брусчатку. В ходе работ по сооружению памятника были обнаружены руины двух расположенных параллельно друг к другу оборонительных стен, что повлияло на конечное расположение памятника и его композиционное решение.

## История
В 1964 году отмечалось 400-летие со времени издания первой книги, напечатанной Иваном Фёдоровым в Москве. В рамках этих празднований в сквере между улицами Подвальной и Ивана Фёдорова была установлена мемориальная плита с намерением сооружения во Львове в течение следующего десятилетия памятника первопечатнику.
В 1977 году львовские скульпторы получили заказ на памятник из Москвы с условием возвести его в течение двух месяцев. За столь короткий срок сделать это представлялось невозможным, поэтому получила распространение версия, что скульпторы решили эту задачу, взяв макет типичного советского солдата и приделав к нему голову Фёдорова, а в его руки вложив книгу. Доказательствами подобной гипотезы могут служить фартук первопечатника, в котором легко узнаётся шинель, и кирзовые сапоги на его ногах.
Публицист и исследователь архитектуры Павел Шубарт отмечал в идее сооружения этого памятника стремление не столько удовлетворить эстетические потребности, сколько, выдернув из богатой истории Львова отдельные факты, легализовать в глазах галицкой общественности коммунистический режим с ментально чуждой львовянам Москвой в своей основе.